# Primeira Ferrovia Transcontinental
Este artigo refere-se à ferrovia construída nos Estados Unidos entre Omaha e Sacramento, concluída em 1869. Para outras ferrovias transcontinentais, ver ferrovia transcontinental.

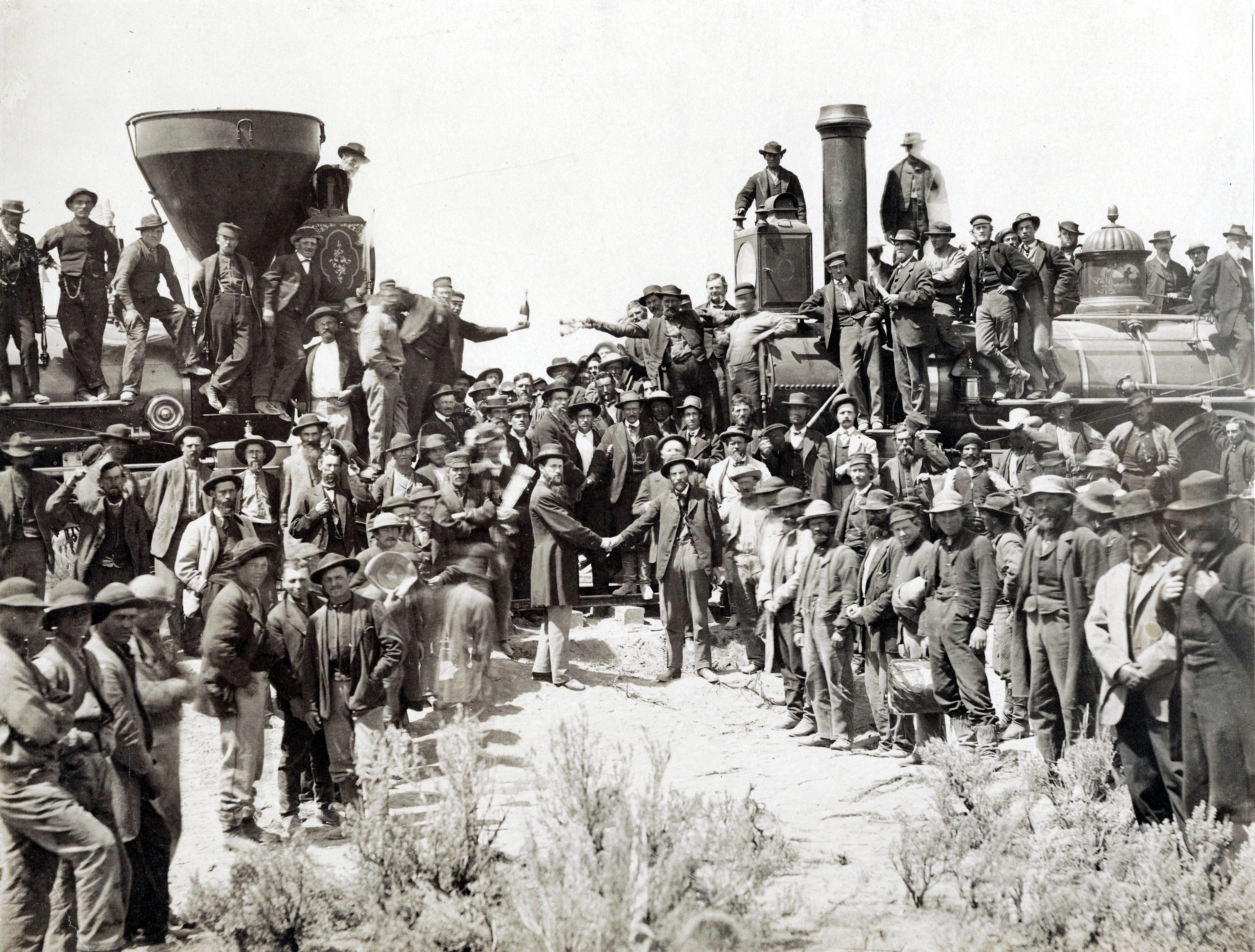
O histórico encontro das linhas da Primeira Ferrovia Transcontinental, em 1869.

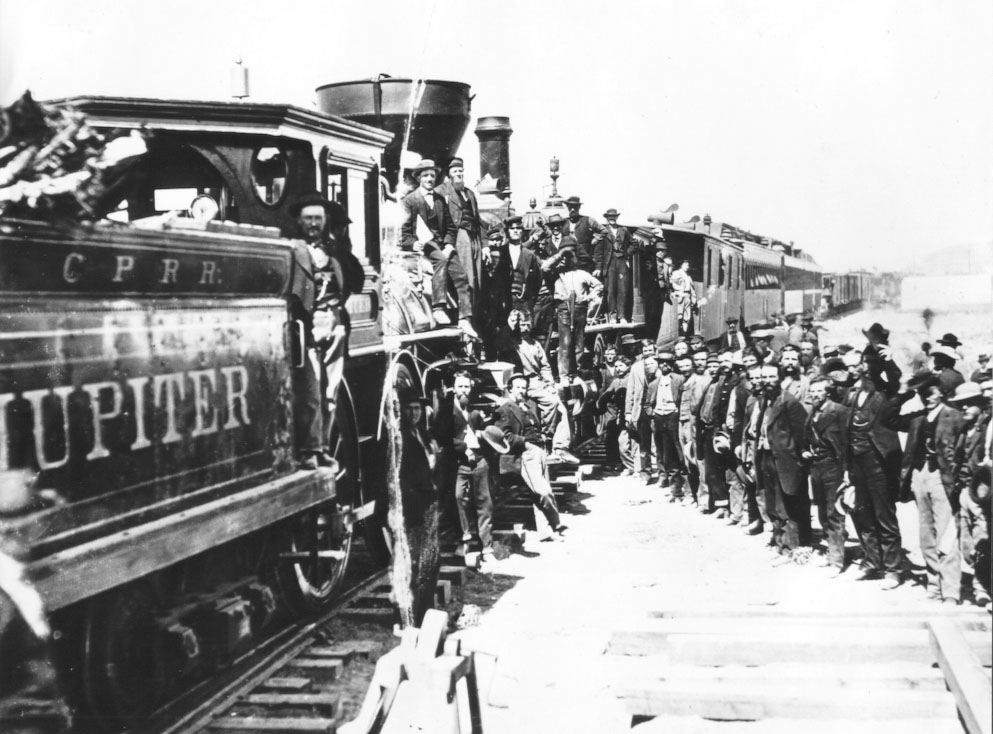
A cerimônia em Promontory, em 1869.

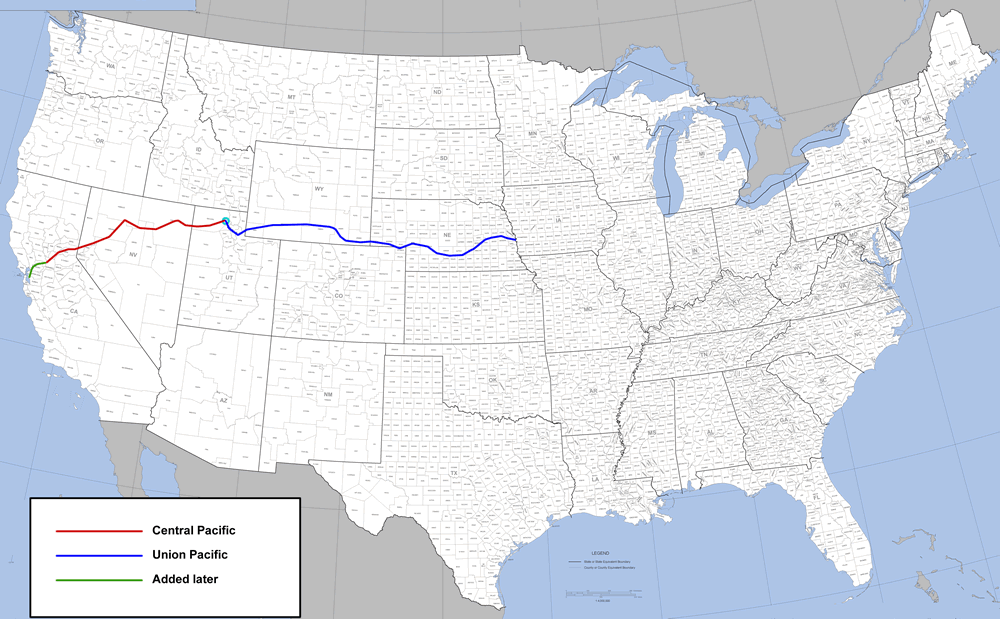
1863–1869: A Union Pacific construiu a oeste (linha azul), a Central Pacific construiu a leste (vermelha) e a Western Pacific construiu a última etapa (verde)

A Primeira Ferrovia Transcontinental (em inglês:  First Transcontinental Railroad) é o nome popular da linha ferroviária dos Estados Unidos (conhecida à época como "Pacific Railroad") completada em 1869 entre Council Bluffs, Iowa/Omaha, Nebraska (via Ogden, Utah e Sacramento, Califórnia) e Alameda, Califórnia. Essa ligação conectou as costas do Atlântico e Pacífico por via ferroviária pela primeira vez na história. Aberta ao tráfego em 10 de maio de 1869, com o "Prego de Ouro" (em inglês:  Golden Spike) em Promontory, Utah, a rota estabeleceu uma rede de transporte transcontinental mecanizado que revolucionou a população e a economia do Oeste Americano.
Autorizada pelo Ato Ferroviário do Pacífico de 1862 e sustentada pelo governo norte-americano, ela foi a culminação de um movimento de longas décadas para a construção de tal linha e foi uma coroação das façanhas da presidência de Abraham Lincoln, apesar de completada quatro anos após sua morte. A construção da ferrovia requereu enormes feitos da engenharia e do trabalho na passagem de planícies e altas montanhas pela Union Pacific Railroad e Central Pacific Railroad, que construíram a linha ocidental e oriental, respectivamente.
A ferrovia foi considerada o maior feito tecnológico norte-americano do século XIX. Ela serviu como uma ligação vital para o comércio e as viagens que conectou as metades oriental e ocidental ao fim do século XIX nos Estados Unidos.

## A cultura popular
- Em 2015, um modelo Lego retratando a Cerimônia de Golden Spike, o evento que marca simbolicamente a conclusão da Primeira Ferrovia Transcontinental, foi apresentado o site da Lego Ideas.[3][4]